# (2904) Millman
(2904) Millman est un astéroïde de la ceinture principale.

## Description
(2904) Millman est un astéroïde de la ceinture principale. Il fut découvert le 20 décembre 1981 à la station Anderson Mesa par Edward L. G. Bowell. Il présente une orbite caractérisée par un demi-grand axe de 2,60 UA, une excentricité de 0,14 et une inclinaison de 15,4° par rapport à l'écliptique.

## Compléments